# Maartin Allcock
Maartin Allcock (Middleton, Lancashire, 5 de janeiro de 1957 - 16 de setembro de 2018) foi um multi-instrumentista inglês, membro dos Jethro Tull entre 1988 e 1991. Faleceu por cancro de fígado.
Depois de um período em folkclubs e dancebands, ele se juntou a Bully Wee Band, um grupo de música folclórica celta, depois onze anos dedicado a banda de electric folk, Fairport Convention, quatro anos com a banda de rock Jethro Tull e uma carreira que inclui cerca de 200 álbuns. Atualmente ele está na Swarb's Lazarus (Dave Swarbrick, Kevin Dempsey, e Maartin Allcock.)

## Discografia
Como membro da Fairport Convention
- Here Live Tonight (Austrália) (1986)
- Expletive Delighted (1986)
- More Live Tonight (Austrália) (1986)
- Cropredy Capers (Vídeo) (1987)
- Meet On The Ledge (1987)
- The Other Boot (1987)
- In Real Time (Live '87) (1987)
- In Real Time (Vídeo) 1987
- The Third Leg Woodworm (1988)
- Red & Gold (1989)
- The Five Seasons (1991)
- Legends (Vídeo) (1991)
- 25th Anniversary Live (2CDs) (1992)
- Jewel In The Crown Woodworm (1995)
- Old.New.Borrowed.Blue (1996)

Em participações
- Ralph McTell "Bridge Of Sighs" (1987)
- Simon Nicol "Before Your Time" (1987)
- Ralph McTell "Love Songs"(1989)
- Kieran Halpin "Crystal Ball Gazing" (1989)
- Beverley Craven "Beverley Craven" (1990)
- Steve Ashley "Mysterious Ways" (1990)
- Dan Ar Braz Songs (1990)
- Dan Ar Braz "Frontieres de Sel"  (1991)
- Kieran Halpin "Mission Street" (1991)
- Ralph McTell "Silver Celebration" (1992)
- Ralph McTell "The Boy With The Note" (1992)
- Dan Ar Braz "Les Iles de la Memoire" (1992)
- Dan Ar Braz "Reve de Siam" (1992)
- Dan Ar Braz "Xavier Grall" (1992)
- Simon Nicol "Consonant Please Carol" (1992)
- Robert Plant "Fate Of Nations" (1993)
- Ralph McTell "Alphabet Zoo" (1993)
- Beverley Craven "Love Scenes" (1993)
- Beth Nielsen Chapman "Beth Nielsen Chapman" (2º álbum) (1993)
- Les Barker "Gnus and Roses" (1994)
- Ralph McTell "Slide Away The Screen" (1994)
- Dan Ar Braz "Theme For The Green Lands" (1994)
- Ashley Hutchings "Twangin' 'n' a-Traddin'" (1994)
- Ashley Hutchings "The Guv'nor's Big Birthday Bash" (1995)
- Billy Connolly "Musical Tour Of Scotland" (1995)
- Judith Durham "Mona Lisas" (1996)
- Mandolin Allstars "1º álbum" (1996)
- Steve Tilston & Maggie Boyle "All Under the Sun" (1996)
- Chris Leslie "The Flow" (1997)
- The Simon Mayor Quintet "Mandolinquents" (1997)
- WAZ! "WAZ!" (1998)
- Dave Pegg And Friends "Birthday Party" (1998)
- Steve Gibbons "The Dylan Project" (1998)
- WAZ! "Fully Chromatic" (1999)
- David Hughes "Recognised" (2000)
- Ralph McTell "Red Sky" (2000)
- "Hope & Glory" (Soundtrack) (2000)
- Sally Barker "Another Train" (2000)
- Emily Slade "Shire Boy" (2001)
- Kieran Halpin "Back Smiling Again" (2002)
- Alistair Russell "A19" (2002)
- John Wright "Dangerous Times" (2002)

Como produtor de gravação
- Ralph McTell "Sand In Your Shoes" (1995)

Álbuns solo
- "MAART" (1990)
- "OX15"(1999)